# ソ連脱出 女軍医と偽狂人
『ソ連脱出 女軍医と偽狂人』（ソれんだっしゅつ おんなぐんいとにせきちがい）は、1958年（昭和33年）8月31日公開の新東宝製作の日本映画。監督は曲谷守平、主演は細川俊夫。モノクロ、75分。公開時のポスターに印刷された惹句は、「抱擁か逃亡か？鉄の砦シベリア捕虜収容所に燃える欲情と祖国愛！」「鉄条網に囲まれた禁欲の牢獄！素ッ裸のシベリア捕虜収容所！」。

## 概要
原作は1957年に出版された舟崎淳の『ラーゲルの性典―女軍医とにせ狂人』。御殿場に収容所のオープンセットを建設して撮影された。
戦犯にされることを逃れるために精神疾患を装う主人公と、彼を取調べるソ連軍政治部の女性軍医とのサスペンスを含んだ心理戦にラブロマンスを絡めて描いているが、笑いを誘うシーンが随所に挿入されているうえ、果たして収容所内でそのような事が可能なのか?といった、所謂ツッコミどころも多く、緊迫感は殆どない作品になっている。
佯狂の主人公を演じる二枚目俳優の細川俊夫をはじめ、主人公に熱い想いを寄せる女軍医役のヘレン・ヒギンズ、収容所での敵役の国方傳、精神病者役の御木本伸介などの俳優たちはオーバーアクトではない演技をしており、タイトルに比して真面目な作品

という印象を抱かせる仕上がりになっている。
公開当時の『キネマ旬報』の日本映画批評では、評者の小菅春生に、「出タラメさが面白さに通じているのだから仕方がないが」あまりにもありえない展開の連続で、「収容所というものがどういうものか、さっぱりわからなくなる」「見せもの映画中の珍品。」と評され、興業価値については、「デタラメな話のくせに、見せ場を心得て作ってあるから、特定のお客は見に来る。しかし、映画への信用はなくなる恐れあり。」と記されている。
2017年にシネマヴェーラ渋谷「新東宝のディープな世界」特集のうちの一本として上映され、2020年には同じくシネマヴェーラ渋谷の「新東宝特集からアンコール＆リクエスト上映」でリクエスト１位を獲得して再上映された。2020年10月2日には初ソフト化となるDVDがファイヤークラッカーから「新東宝キネマノスタルジア」シリーズの一本として発売された

主人公の姓「舟橋」を、ソ連側は一貫して「フナハシ」と発音しているが、日本側は「フナバシ」と発音しており、統一されていない。

## あらすじ
シベリア、ハバロフスク日本人捕虜収容所では、黒井(演：国方傳)や杉山(演：遠藤達雄)達が専横を極めていた。戦争中、国境でレーダー隊隊長だった舟橋中尉(細川俊夫)は、ロシア語にも堪能なインテリで、画家としての才能を見込まれてスターリンの肖像画を描くことで労役を免除されていた。黒井達はそんな舟橋を敵視し、彼が実は情報部隊の隊長であったとでっち上げ、戦犯に仕立てようと目論んでいる。
舟橋は、ソ連軍の女性軍医リーザ(演：ヘレン・ヒギンズ)に肖像画作成を依頼されるが、彼女が政治部と繋がりがあると知り、自分の戦犯容疑を探る為に近づいてきたのではと強い警戒心を抱く。黒井達に労役を強いられていた老捕虜が死に、舟橋は、このままでは自分も同じ運命を辿るか、戦犯にされるかのどちらかだと一計を案ずる。そして彼は、発狂したふりをして窮地を脱しようと決め、狂人を装い始める。首尾よく仲間や軍医を騙すことに成功した舟橋は、横暴な黒井達に糞尿を浴びせ掛ける等のささやかな復讐をしたり、ソ連軍将校の夫婦喧嘩に巻き込まれたりしながら狂人を装い続けるが、秋になり、収容所から病院に移送されることになった。
リーザは、狂人を他の病人と一緒に移送するのは危険だと、舟橋だけを自分の運転するジープに乗せる。リーザが自分の詐病に気付いていると思った舟橋は、狂ったふりをして助手席で騒ぎ始める。リーザは詐病を暴く為にわざと乱暴な運転をするが、対向してきたトラックを避けようとしてジープが横転。舟橋は咄嗟にリーザを庇い、共に車から転げ落ちる。
抱き合ったまま投げ出された二人は、思わず口づけを交わしてしてしまう。
ホール病院に移送された舟橋は、ソビエト連邦最高会議議長を名乗って演説を始め、同室の精神病患者の江之上(演：御木本伸介)の頬にキスをするなどして精神疾患を装い続ける。だが、ソ連軍軍医の診察中、傍にいた江之上の言動に思わず笑ってしまったことから詐病を疑われ、睡眠療法を受けることになる。麻酔投与前に日本語で「この注射をすれば、しばらくの間気狂いが治ります」と伝えるリーザの真意を、舟橋は測りかねる。
佯狂であることが露見しないために「治った」と言う舟橋を信じて喜ぶ同胞の優しさに、船橋はこみ上げる涙をぬぐう。そこにリーザが現れ、自分の肖像画を仕上げろと舟橋を自室に連れて行く。2人きりになると、リーザは舟橋への愛を告白するが、政治部所属の彼女の罠ではという疑念を捨て切れない舟橋は彼女を拒絶する。
“正常になった”と判断された舟橋は、ソ連軍将校達から厳しい尋問を受ける。窮地に陥った彼は、突然「フグが飛んで来る」と叫び出し、再び発狂したと見せかけて逃走する。連れ戻された舟橋は、本物の狂人として独房に監禁されることになった。
一ヶ月後、舟橋はリーザに連れられ、再びハバロフスクの収容所へと戻される。収容所では多くの捕虜たちが「ダモイ（帰国）」の準備をしていた。帰国の決まった江之上が舟橋を見つけて駆け寄るが、狂人を装っている舟橋は彼のことが判らないふりをする。去っていく江之上を寂しげに見送る舟橋に、「あなたもダモイ（帰国できる）よ」とリーザが告げる。
リーザの愛情が真実からのものだと知った舟橋はそれを受け入れ、2人は浴場で愛し合う。
リーザへの想いを残しつつ、いつの日か再会出来る平和な日の来ることを願いながら舟橋は船上の人となった。

## スタッフ
- 監督：曲谷守平
- 製作：大蔵貢
- 原作：舟崎淳『ラーゲルの性典―女軍医とにせ狂人』（日本週報社／刊）
- 脚本：杉本彰
- 撮影：岡戸嘉外
- 照明：傍士延雄
- 録音：竹口一雄
- 美術：伊藤寿一
- 音楽：橋本力
- 助監督：土屋啓之助
- 編集：永田紳
- 製作主任：山本喜八郎

## 出演者
- 舟橋中尉：細川俊夫
- リーザ軍医大尉：ヘレン・ヒギンズ
- 黒井：国方傳
- 江之上：御木本伸介
- ソ連軍少佐：エドウィン・キーン
- 軍医少佐：コンスタンチン・ウイスタク
- 軍医中尉：ピーター・ウィリアムス
- ダーシャ：イレーナ・ウイスク
- 日直将校の妻：アンヂェラ・ヴィジー
- 日直将校：ジャック・アルテンバイ
- 森田軍医：高松政雄
- 杉山：遠藤達雄

- 由木城太郎
- 山川朔太郎
- 西一樹
- 高橋一郎
- 野崎善彦
- 鈴木義十郎
- 信夫英一
- 山岡正義
- 鈴木信二
- 山口多賀志
- 竹中宏直
- 武村新
- 加藤章
- 宇田勝哉
- 築地博
- 川部修詩
- 小森敏
- 鳥羽恵美子
- マリア・ウィリアムス
- ニーナ・ムーリン
- リリー・エルサレモア
- ローズマリー・コクレン
- マイク・グッドアチアフ
- イスマイル・マルデー